# Daniel Kablan Duncan
Pour les articles homonymes, voir Duncan.
Daniel Kablan Duncan  est un homme politique ivoirien, né le 30 juin 1943 à Ouellé. 
Ministre des Finances de 1990 à 1993 dans le gouvernement dirigé par Alassane Ouattara sous la présidence de Félix Houphouët-Boigny, il est ensuite sous la présidence de Henri Konan Bédié  Premier ministre (1993-1999). A l'issue de la guerre civile, il est nommé à nouveau Premier ministre (2012-2017) sous la présidence d'Alassane Ouattara, dont il est un ami depuis plus de quarante ans. Celui-ci le nomme vice-président de la république de Côte d'Ivoire en 2017, fonction dont il démissionne en 2020.

## Situation personnelle

### Études
Daniel Kablan Duncan obtient son baccalauréat (série mathématiques) au lycée classique d'Abidjan en 1963. Il passe par les classes préparatoires au lycée Michel Montaigne à Bordeaux, à la suite desquelles il est admis à l'Ecole des hautes études commerciales du Nord (EDHEC), à l'école supérieure de commerce de Bordeaux, et à I'Institut Commercial de Nancy, où il choisira d'intégrer l'établissement nancéien. En 1967, il décroche un diplôme d'ingénieur commercial à ICN Business School, puis un diplôme d'ingénieur de commerce international.[source insuffisante]

### Haut fonctionnaire
De 1970 à 1973, il est sous-directeur des interventions et des relations économiques extérieures au ministère de l'économie et des finances. L'année suivante, il entre au FMI, puis en 1974, il rejoint la Banque centrale des États de l'Afrique de l'Ouest, d'abord en tant que chef de service, puis au poste d'adjoint au directeur national, et ce jusqu'en 1986.
De 1989 à 1990, il est directeur central du patrimoine et de l’informatique au siège de la Banque centrale des États de l'Afrique de l'Ouest.

### Vie privée et familiale
Daniel Kablan Duncan est marié et père d'un enfant.

## Parcours politique

### 1990-1999: ministre puis Premier ministre de Bédié
Daniel Kablan Duncan est membre du Parti démocratique de Côte d'Ivoire (PDCI). 
De juillet à novembre 1990, il exerce la fonction de ministre des Finances à la fin de la présidence de Félix Houphouët-Boigny, puis de novembre 1990 à décembre 1993, celle de ministre délégué auprès du Premier ministre, chargé de l’économie, des finances, du budget, du plan, du commerce et de l’industrie.
Le 11 décembre 1993, il est nommé Premier ministre après l'avènement d'Henri Konan Bédié, et le demeure jusqu'au coup d'État du général Robert Guéï en décembre 1999.

### 2011-2017: ministre puis Premier ministre de Ouattara
En juin 2011, il est nommé ministre des Affaires étrangères, et reconduit le 13 mars 2012 dans le nouveau gouvernement de Jeannot Kouadio-Ahoussou.
Le 21 novembre 2012, il est de nouveau nommé Premier ministre et forme un gouvernement le lendemain,.
Il présente la démission de son gouvernement le 6 janvier 2016 avant d'être reconduit dans ses fonctions le jour même par le président Ouattara. 
Il démissionne à nouveau un an plus tard le 9 janvier 2017, pour être nommé le 10 janvier 2017 comme premier vice-président de la république de Côte d'Ivoire, le premier à occuper ce poste créé par la nouvelle constitution de 2016 qui institue la Troisième République. Il prête serment le 16 janvier 2017. 

### 2017-2020: vice-président de la république de Côte d'Ivoire
Le 10 janvier 2017, il est nommé vice-président de la république de Côte d'Ivoire, le premier à occuper ce poste créé par la nouvelle constitution de 2016 qui institue la Troisième République. Il prête serment le 16 janvier 2017.
Daniel Kablan Duncan avait remis une première lettre de démission au président Alassane Ouattara en juin 2018 , après avoir tenté sans succès de rapprocher le Parti démocratique de Côte d’Ivoire (PDCI) et son président Henri Konan Bédié du Rassemblement des houphouëtistes pour la démocratie et la paix (RHDP).
Le 24 décembre 2018, il lance le PDCI-Renaissance.
Le 13 juillet 2020, sa démission est communiquée au président de la République le 27 février 2020 et est effective le 8 juillet, est annoncée.